# Scymnus limbatus
Scymnus limbatus – gatunek chrząszcza z rodziny biedronkowatych. Zamieszkuje większą część Palearktyki.

## Taksonomia
Gatunek ten opisany został po raz pierwszy w 1832 roku przez Jamesa Francisa Stephensa. Jako miejsce typowe wskazał on okolice Suffolk i Heartford. Na przestrzeni lat część autorów traktowała go jako odmianę barwną Scymnus suturalis. Taksony te różnią się jednak pod względem morfologii i wymagań siedliskowych, a współcześnie umieszcza się w różnych podrodzajach.

## Morfologia
Chrząszcz o owalnym, lekko wypukłym ciele długości od 1,7 do 2 mm, porośniętym łukowato zakrzywionymi szczecinkami. Głowa jest czarniawa, zaopatrzona w dziesięcioczłonowe czułki. Przedplecze jest czarne, co najwyżej w kątach przednich z brunatnym rozjaśnieniem. Tarczka jest czarna. Pokrywy mają tło brunatnożółte do czerwonobrunatnego. Na ich środku rozciąga się rozmyta podłużna pręga wzdłuż szwu o barwie ciemnobrunatnej do czarnej, nie dochodząca jednak nigdy do szczytu pokryw. Oprócz niej występują podobnie ubarwione i rozmyte pasy po bokach pokryw, czasem zaznaczone tylko pośrodku ich długości. Powierzchnia pokryw ma równomiernie rozmieszczone, nieułożone w skupiska punkty duże. Odnóża mają czarne uda, brunatne golenie i żółtobrunatne stopy. Przedpiersie ma na wyrostku międzybiodrowym dwa żeberka. Na pierwszym z widocznych sternitów odwłoka (pierwszym wentrycie) występują pełne, półokrągłe linie udowe, sięgające łukiem do ⅔ jego długości, a zewnętrznymi końcami do przedniej jego krawędzi.

## Ekologia i występowanie
Owad stenotopowy, preferujący stanowiska wilgotne. Zasiedla lasy łęgowe, mokradła, podmokłe łąki i pobrzeża wód. Bytuje na wierzbach i topolach. Zarówno larwy jak i owady dorosłe są drapieżnikami żerującymi na mszycach (afidofagia). Zimują postacie dorosłe pod odstającą korą, w próchnowiskach i w opadłym listowiu u podstawy pni wierzb i topól.
Gatunek palearktyczny. W Europie znany jest z Irlandii, Hiszpanii, Wielkiej Brytanii, Francji, Belgii, Luksemburga, Holandii, Niemiec, Szwajcarii, Liechtensteinu, Austrii, Włoch, Danii, Norwegii, Szwecji, Finlandii, Estonii, Łotwy, Polski, Czech, Słowacji, Węgier, Białorusi, Rumunii, Bułgarii, Chorwacji, Bośni i Hercegowiny, Czarnogóry, Serbii, Albanii, Macedonii Północnej, Grecji oraz europejskiej części Rosji. W Azji jego zasięg obejmuje Przedkaukazie, Zakaukazie, Azję Zachodnią, Syberię i Rosyjski Daleki Wschód. Poza tym występuje na Maderze i w kontynentalnej Afryce Północnej. Jest owadem dość rzadkim, w Polsce znanym z nielicznych, rozproszonych stanowisk.